# Bentesina
Bentesina o també Pendishena o Bentešina, va ser un rei d'Amurru, una regió muntanyosa situada entre el riu Orontes i la costa mediterrània, a les terres de la regió de Síria. Va governar a mitjan segle xiii aC. Era net del cabdill dels apiru Abdi-Asirta i fill d'Aziru, que havia ocupat la ciutat de Tunip.
Bentesina va aconseguir l'amistat d'Hattusilis, germà del rei hitita, Muwatal·lis II, que governava el territori d'Hakpis.
Bentesina es trobava entre les esferes d'influència dels hitites, governats pel rei Muwatal·lis II, i el poder egipci, del faraó Ramsès II. El rei d'Amurru, es va decantar per Ramsès, a diferencia del seu pare Aziru, que pagava tribut als hitites. Una carta de Bentesina explicava al rei hitita que s'havia hagut de declarar vassall egipci per la força, davant de l'amenaça d'un exèrcit del faraó. Els hitites no el van creure. El gros de l'exèrcit egipci ja era allí o hi va anar a rebre la submissió d'Amurru, i Muwatal·lis II considerava necessari protegir Cadeix per assegurar els regnes d'Alep i Karkemish governats per famílies hitites, i altres estats vassalls de la zona, i va enviar un exèrcit per recuperar Amurru i defensar Cadeix. Els dos exèrcits es van trobar a la vora de Cadeix. Bentesina va recolzar al faraó a la batalla de Cadeix (datada generalment l'any 1274 aC) i les seves tropes van ser fonamentals per als egipcis, que es van retirar després de sufocar l'amenaça hitita.
Quan l'exèrcit egipci va marxar, el territori va trnar a caure en mans dels hitites, que van destronar Bentesina i van posar al seu lloc un tal Sapili (o Šapili, 1274 aC-1260 aC). El rei Muwatal·lis encara va conquerir Apa (potser Damasc?) mes al sud, i després va retornar a Hatti. Bentesina va ser portat a Hattusa però allà el va reclamar Hattusilis, que el va acollir a Hakpis i li va concedir una residència personal a la ciutat. Aquest bon tracte serà favorable per la recuperació de la dinastia de Bentesina.
Al pujar al tron Hattusilis III va restablir com a rei a Bentesina, que s'havia casat durant el seu exili a Hakpis amb Gasulawiya una filla del rei hitita, i mare probablement de Sausgamuwa, príncep hereu d'Amurru. Sausgamuwa va succeir al seu pare al cap d'uns anys, quan aquell va morir.